# Los insólitos peces gato
Los insólitos peces gato  es una película dramática mexicana de 2013 dirigida por Claudia Sainte-Luce y protagonizada por Lisa Owen y Ximena Ayala.

## Trama
Claudia (Ximena Ayala), es una joven tímida que trabaja en un supermercado, y lleva una vida monótona, solitaria y triste, además de que, como más tarde se revela en la trama, no tiene familia. Vive en una accesoria oscura en algún lugar de Guadalajara. Un día, un intenso dolor de estómago causa que sea hospitalizada; en la cama de al lado se encuentra Martha (Lisa Owen), una mujer que se encuentra rodeada por sus 4 hijos, a saber, Alejandra, Wendy, Mariana y Armando.
Claudia es diagnosticada con apendicitis. Durante el período preoperatorio, Martha trata de entablar una amistad con Claudia, quien se resiste al principio, aunque poco a poco parece tomarle confianza a su vecina de cama. Tras la cirugía, Claudia está por regresar a su vieja vida, pero Martha, quien salió del hospital ese mismo día, invita a comer a Claudia a su casa, y esta última acepta aunque no sin cierto recelo, sentimiento recíproco por parte de la familia de Martha.
Aunque no es su intención, Claudia se queda a dormir esa noche en casa de Martha; al siguiente día, por un momento parece regresar a su vieja vida, pero comienza a acercarse poco a poco a Martha y a sus hijos, más después de que a esta la hospitalizan de nuevo, y es cuando Claudia se entera de que Martha tiene VIH.
La amistad entre Martha y Claudia florece, y poco a poco es más aceptada por los hijos de la primera, y se va integrando a la familia: ayuda a Wendy con un aparente problema de adicciones, le regala un pez dorado a Armando y colabora en las labores de la casa.
La salud de Martha se va deteriorando cada vez más, y en una de sus hospitalizaciones decide que la familia merece unas vacaciones. Todos viajan a la playa en un destartalado Volkswagen amarillo, incluido el pez dorado de Armando; en su estancia en la playa, pasan por diversas situaciones, pero lo que más predomina es la convivencia y la alegría, y parece que Martha tiene cierta mejoría.
Una noche, mientras todos duermen, Martha entra en una crisis convulsa, con vómito intenso y malestar; al mismo tiempo, según revela la cámara, Timothy, el pez dorado de Armando, se encuentra muerto, flotando en la pecera. La familia se apresura a llegar al hospital más cercano, en donde todos, excepto Claudia, entran a la sala de emergencias. Claudia toma la pecera en sus brazos y se aleja caminando en la noche.
Poco después de que ha fallecido Martha, Claudia se reúne con los hijos de Martha y los acompaña a lanzar sus cenizas por la ciudad; en una voz en off, Martha, a manera de testamento en una grabación, pide que su familia riegue sus cenizas por toda la ciudad, lo cual hacen. En la misma grabación, Martha les deja consejos y cariños a todos, incluida Claudia, a quien le pide que nunca se aleje de la familia, y da a entender que la considera como una de sus hijas y que Claudia se queda con ellas.

## Reparto
- Lisa Owen como Martha.
- Ximena Ayala como Claudia.
- Sonia Franco como Alejandra.
- Wendy Guillén como Wendy.
- Andrea Baeza como Mariana.
- Alejandro Ramírez Muñoz como Armando.

## Comentarios
Este filme ocupa el lugar 13 dentro de la lista de las 100 mejores películas mexicanas, según la opinión de 27 críticos y especialistas del cine en México, publicada por el portal Sector Cine en junio de 2020.